# Antoine Terray
Pour les articles homonymes, voir Terray.
Antoine Jean Terray, vicomte de Rozières, seigneur de Rozières, Changy et Saint-Bonnet, est un administrateur français né à Paris le 27 mars 1750 et guillotiné Place de la Révolution à Paris (ancienne place Louis XV, aujourd'hui place de la Concorde) le 28 avril 1794. Il fut inhumé au cimetière des Errancis à Paris.

## Biographie
Fils de Pierre Terray (1713-1780), seigneur de Rozières, Saint-Germain, Changy, maître des requêtes, procureur général de la Cour des Aydes (11 mars 1749), intendant de la généralité de Lyon et de Renée Félicité Le Nain (1726-1778), Antoine Jean Terray est avocat puis conseiller au Parlement de Paris, conseiller à la Cour des Aydes (Cour des Aides), maître des Requêtes (1771), intendant des Finances à Montauban (1773), intendant de Moulins en août 1781, et intendant de Lyon en septembre 1784. Il comparaît à Provins et à Lyon en 1789. 
Il habite le château de La Motte-Tilly près de Nogent-sur-Seine et est le légataire universel de l'abbé Terray.
Antoine épouse, le 11 février 1771, Marie Nicole Perreney de Grosbois, née le 15 novembre 1750.
Arrêtés pendant la Terreur, Antoine et son épouse sont condamnés à mort, le 9 floréal an 2, par le tribunal révolutionnaire de Paris, pour avoir fait émigrer leurs enfants pour porter les armes contre la République. 
Ils sont guillotinés le 28 avril 1794 Place de la Révolution à Paris puis jetés dans l'une des fosses communes du cimetière des Errancis à Paris.

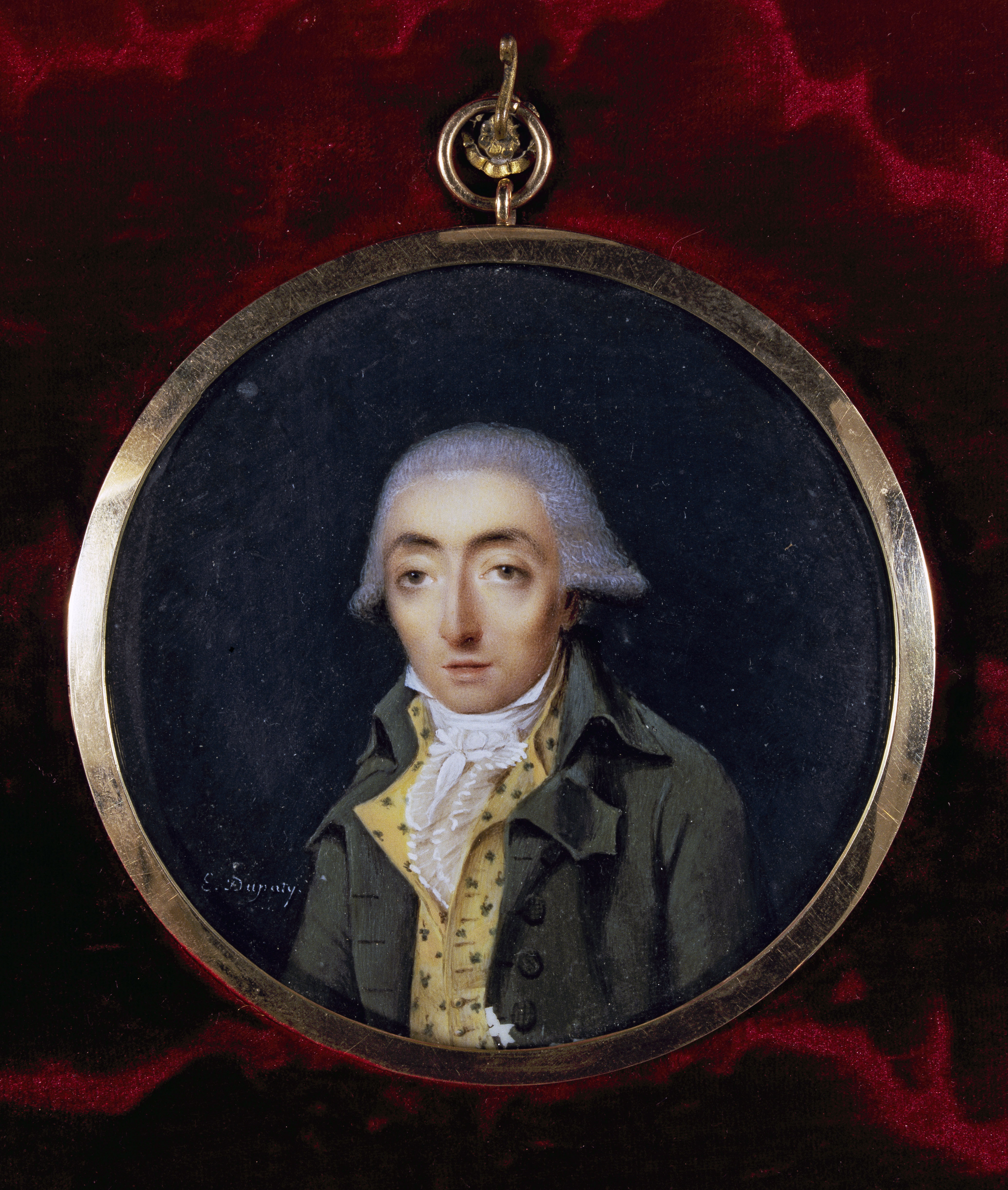
Portrait présumé d'Antoine Jean Terray
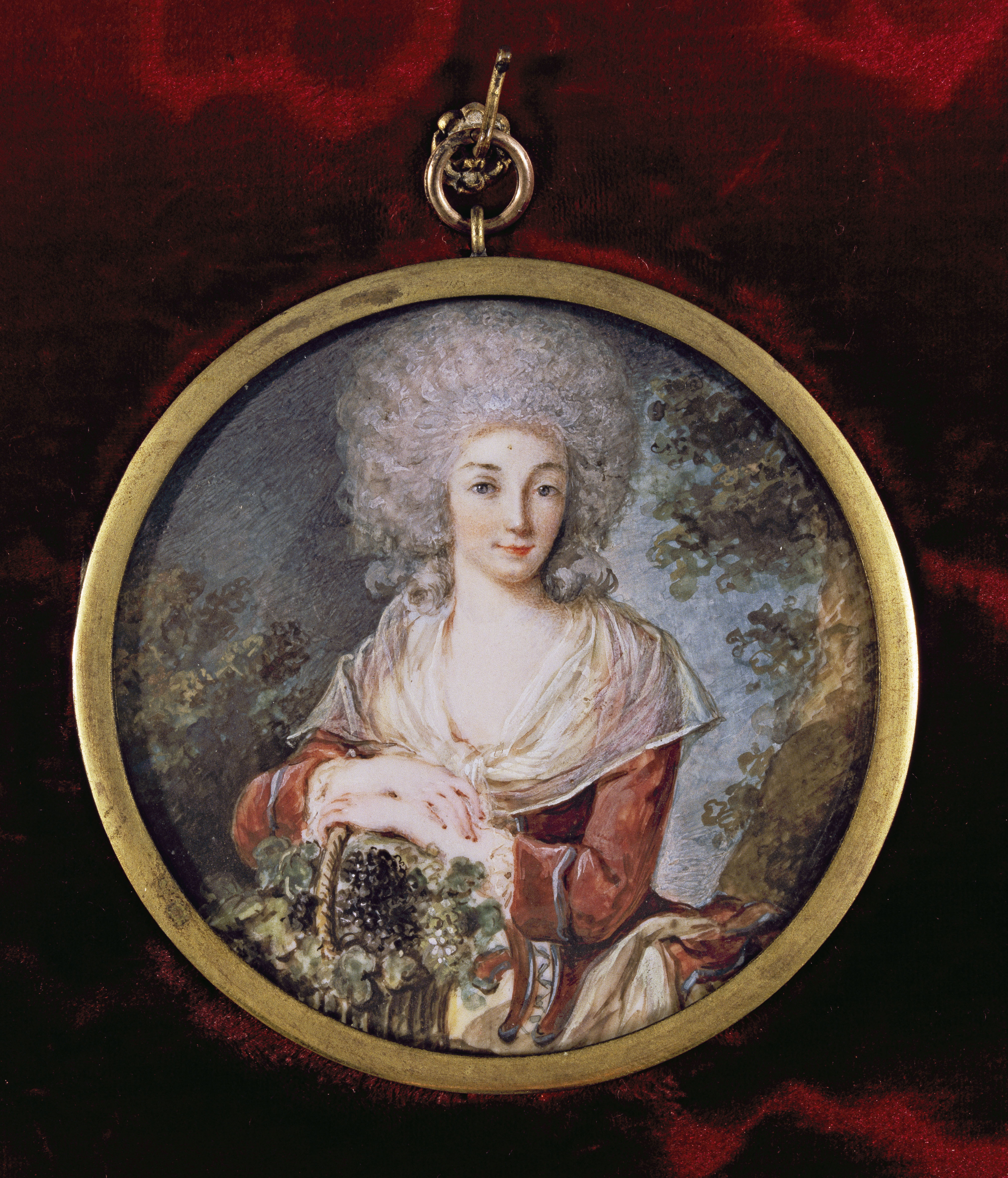
Portrait présumé de Marie Nicole Perreney de Grosbois, son épouse